# Tuffah
Tuffah (em árabe: em árabe: التفاح, literalmente: "a Maçã") é um dos quatro bairros da Cidade Velha de Gaza [en], localizado no nordeste e dividido em metades oriental e ocidental. Antes da expansão e da demolição das muralhas da Cidade Antiga, Tuffah era um dos três bairros murados de Gaza, juntamente com al-Daraj [en] e Zeitoun [en]. A pronúncia local do nome do bairro é at-tuffen.
Tuffah existe desde o início do governo Mamluk em Gaza, no século XIII. A parte sul de Tuffah era chamada "ad-Dabbaghah". Segundo registros fiscais otomanos do final do século XVI, era um pequeno bairro com 57 famílias. O bairro ad-Dabbaghah abrigava o matadouro de Gaza e instalações de curtume durante a era Otomana (1517-1917). A subdivisão norte de Tuffah era chamada "Bani Amir".
A Mesquita Ibn Marwan [en] do século XIV e a Mesquita Aybaki [en] do século XIII estão localizadas no bairro, assim como o Cemitério de Guerra de Gaza [en]. Tuffah também possui uma biblioteca pública e várias escolas administradas pelo Crescente Vermelho Palestino.
Durante a Guerra de Gaza, o bairro foi alvo de intensos bombardeios e ataques aéreos israelenses; vários jornalistas palestinos também foram mortos em ataques que atingiram a área. Os moradores do bairro receberam ordens de evacuação do exército israelense em agosto de 2024.
Ataques israelenses atingiram pelo menos duas escolas no bairro.